# Bandeira de Quintana Roo
A Bandeira de Quintana Roo é um dos símbolos oficiais do estado de Quintana Roo, uma subdivisão do México. Seu uso foi aprovado em 8 de outubro de 2013, durante a gestão do então congreso do estado, com a aprovação de um júri designado para o caso.

## Desenho e simbolismo

### Descrição
Seu desenho consiste no campo branco de proporção largura-comprimento de 4:7 no meio o brasão de armas do estado de Quintana Roo.

## História

A bandeira da República de Iucatã en 1841.

Na segunda República de Iucatã surgiu em 1841, quando o mesmo território declarou sua independência da Federação Mexicana lí apareceu a bandeira da República de Iucatã. Esse estado permaneceu independente até 1848, quando voltou à Federação Mexicana de forma permanente. O território inclui os modernos estados mexicanos de Iucatã, Campeche e Quintana Roo. De um modo geral, a República de Iucatã refere-se a Segunda República (1841-1848).